# Apatura subcaerulea
Apatura subcaerulea är en fjärilsart som beskrevs av John Henry Leech 1891. Apatura subcaerulea ingår i släktet Apatura och familjen praktfjärilar. Inga underarter finns listade i Catalogue of Life.